# ليتشفيلد (كونيتيكت)
ليتشفيلد (بالإنجليزية: Litchfield, Connecticut)‏ هي بلدة أمريكية تقع في الولايات المتحدة في كونيتيكت. يقدر عدد سكانها بـ 8,684 نسمة ومساحتها 147.1 كم2 و وترتفع عن سطح البحر 151 متر.

## أشخاص باررزون
- مادلين لانغل[5]

## أعلام
- أوليفر وولكوت
- دوريس سيزر
- روبرت هارولد ديفيدسون
- هنري سميث مونرو
- أوليفر ولكت
- جون أستروم
- فريدريك يوجين ايفيس
- تشاك أليكسيناس
- هيريت ستو
- إيثان ألين